# Estadio Central de Krasnoyarsk
El Estadio Central de Krasnoyarsk (en ruso: Центральный) es un estadio de usos múltiples ubicado en la ciudad de Krasnoyarsk, Rusia. Actualmente se utiliza sobre todo para los partidos de fútbol y es el estadio del FC Yenisey Krasnoyarsk. También es sede de algunos partidos de la selección de rugby de Rusia. El estadio ha sido diseñado por el arquitecto V. Orehov durante 2 años y medio, y fue abierto el 29 de octubre de 1967. Posee un área de 5,5 hectáreas e incluye:
- Un campo de fútbol con la zona de calentamiento de 7700 metros cuadrados;
- 8 pistas de carreras 400 × 10 metros;
- 4 sectores de grandes saltos;
- 2 sectores de saltos de altura;
- sector de pértigas;
- sectores de lanzamiento de jabalina y disco.

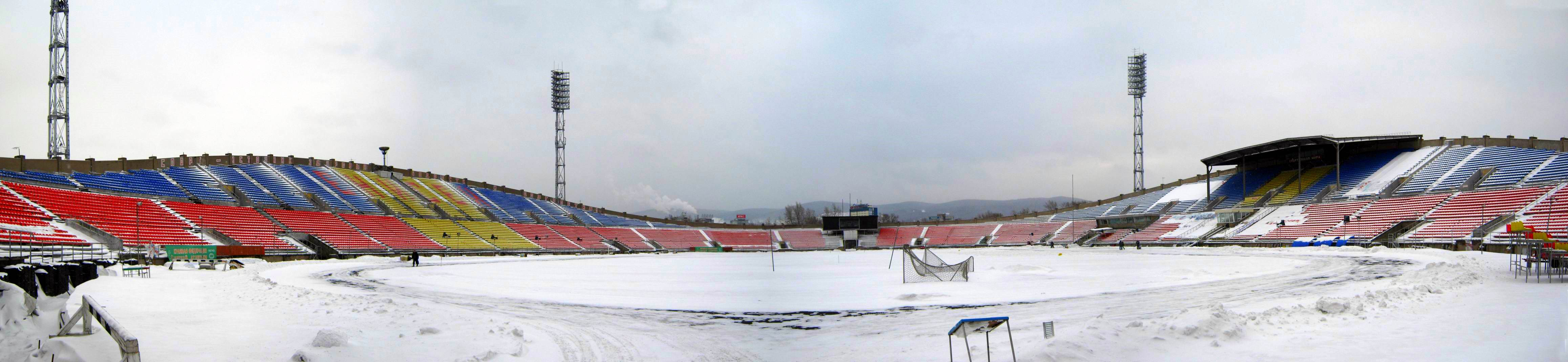
Panorámica del estadio.